# Autonomiestatut von Katalonien

Wappen der Generalitat de Catalunya

Das Autonomiestatut für Katalonien ist ein spanisches Organgesetz und bildet die Grundlage der Rechtsordnung der Autonomen Region Katalonien. Es wird in Artikel 147 der spanischen Verfassung als Bestandteil der eigenen Rechtsordnung anerkannt und regelt die Rechte und Pflichten der Bürger Kataloniens, ihre politischen Institutionen und deren Zuständigkeiten und Beziehungen zum spanischen Staat sowie die finanzielle Ausstattung der Generalitat de Catalunya. Diese bestehen aus den im Autonomiestatut festgelegten politischen Institutionen.

## Das Autonomiestatut von 1979

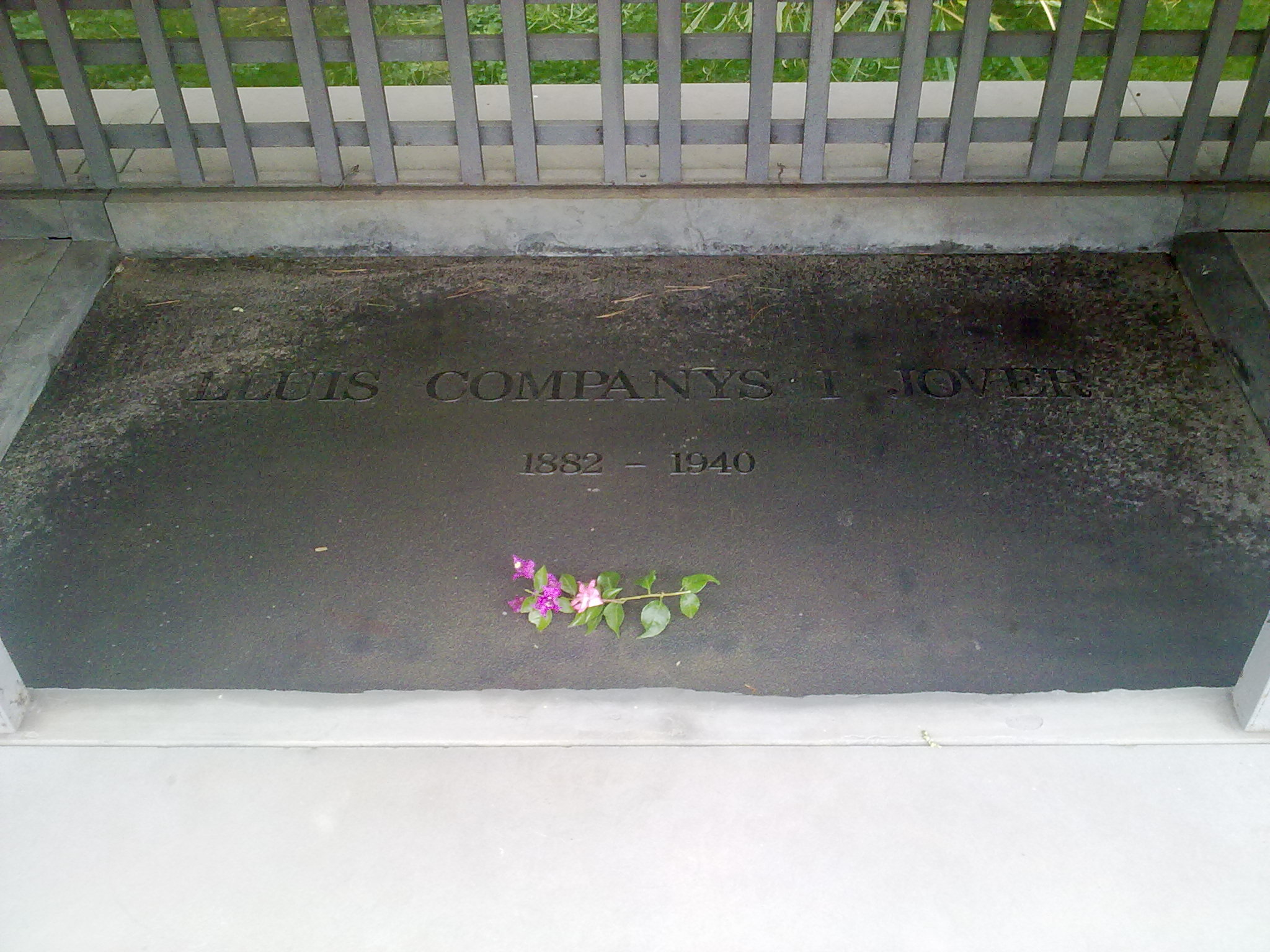
Grab des Präsidenten Lluís Companys (1940 hingerichtet)

Die ersten demokratischen Wahlen seit 1936 führten am 15. Juni 1977 zu einer politischen Mehrheit, die die Wiederherstellung der Generalitat und der Autonomie anstrebte. Diese waren im Januar 1939 durch ein Gesetz des faschistischen spanischen Staats unter General Franco aufgelöst worden, woraufhin der katalanische Ministerpräsident Lluís Companys von den Franquisten hingerichtet wurde und bis heute nicht rehabilitiert ist. Bei der folgenden Diada Nacional de Catalunya am 15. September 1977 demonstrierten fast eine Million Katalanen in Barcelona für Llibertat, amnistia, Estatut d’Autonomia (‚Freiheit, Amnestie, Autonomiestatut‘).

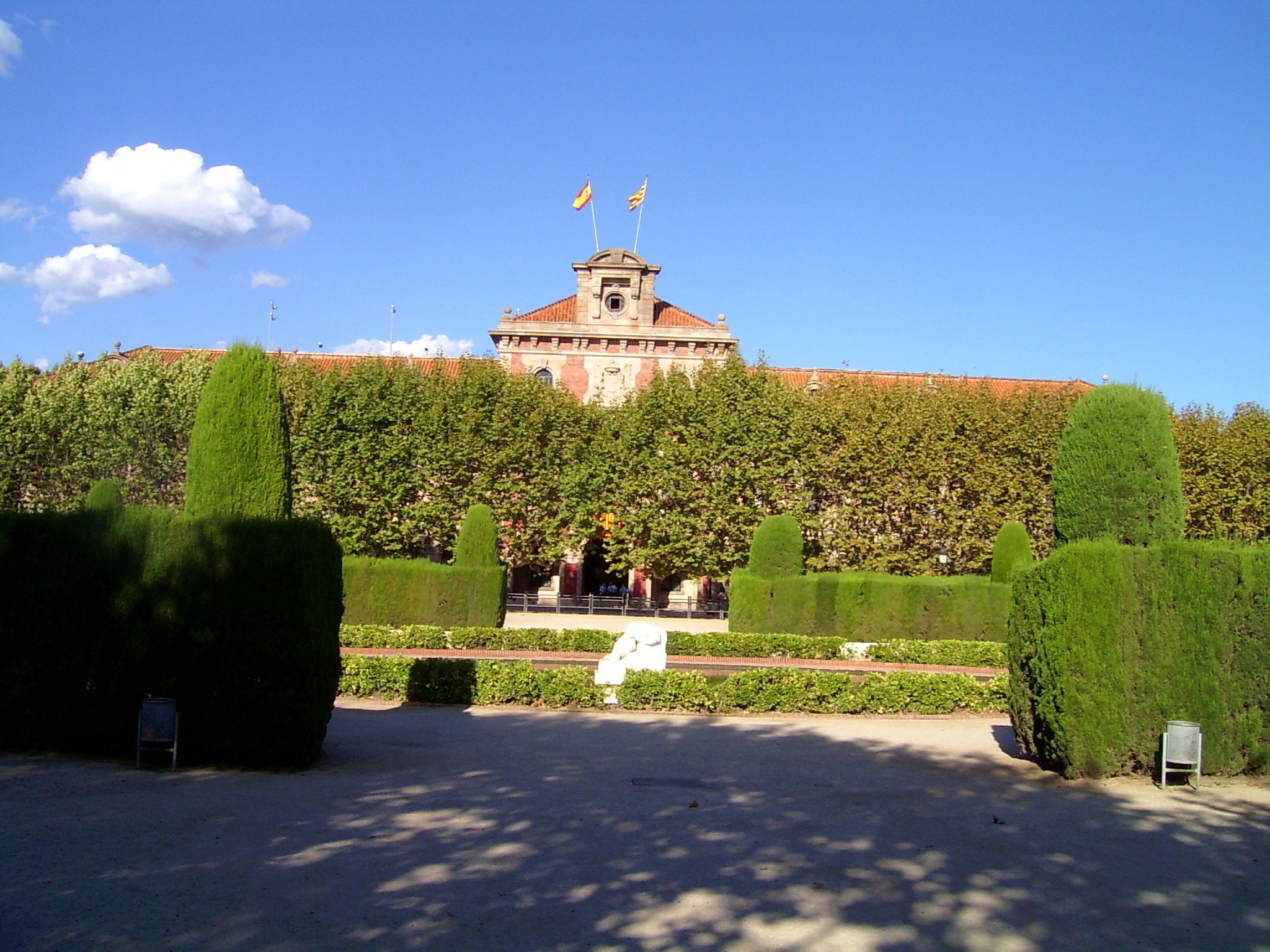
Parlament von Katalonien am Parc de la Ciutadella in Barcelona

Die spanische Regierung unter Adolfo Suárez stellte daraufhin am 29. September 1977 die provisorischen Generalitat wieder her und erlaubte die Wiedereinreise des bisherigen Präsidenten Josep Tarradellas aus dem Exil. Dieser wurde formal zum Präsidenten ernannt und eine provisorische Regierung gebildet, um das Autonomiestatut und die folgenden Parlamentswahlen vorzubereiten.
Das Statut wurde durch ein Referendum in Katalonien bestätigt und im November 1979 durch die Cortes Generales des spanischen Staates ratifiziert. Am 18. Dezember 1979 unterzeichnete König Juan Carlos I. das Autonomiestatut für Katalonien als ein Organgesetz des Staates. Es trat am 31. Dezember in Kraft.
Der Entwurf des Statuts wurde von Abgeordneten und Senatoren des Parlaments von Katalonien, der „Kommission der Zwanzig“, in einem Parador bei der Gemeinde Vilanova de Sau ausgearbeitet. Das Statut wird daher auch das „Statut von Sau“ genannt und folgt damit der Tradition, die Satzungen Kataloniens nach ihrem Entstehungsort zu benennen (wie auch das „Statut von Núria“ 1932).

## Das Autonomiestatut von 2006

### Inhalt
Der spanische Staat ist in seinen Grundzügen dezentral ausgestaltet. Nebst der „unauflöslichen Einheit der spanischen Nation“ garantiert Artikel 2 der spanischen Verfassung „das Recht auf Autonomie der Nationalitäten und Regionen“. Nationalitäten bezieht sich auf das Baskenland, Galicien und Katalonien. Zusammenfassend sind folgende Kompetenzen im Autonomiestatut geregelt: Sprache und offizielle Sprachen, Bildungswesen, Universitäten, Forschung, Kultur, wirtschaftlicher und sozialer Bereich, Medien, (regionale) politische Institutionen, Wahlsystem, Gesetzgebung, Justizverwaltung, Strafvollzugssystem, Landwirtschaft, Transportwesen, Tourismus, Finanz- und Steuerwesen sowie Haushaltsstabilität. Die Liste ist nicht abschließend.

### Erlass des Statuts
Die politischen Institutionen Kataloniens beruhten bis 2006 auf einem Autonomiestatut von 1979. Am 30. September 2005 wurde vom katalanischen Parlament der „Entwurf eines neuen Autonomiestatuts für Katalonien“ beschlossen, nach dem Verhandlungsort auch „Statut von Miravet“ genannt.
Am 2. November 2005 wurde das Statut von Miravet den Cortes Generales (dem spanischen Parlament) vorgelegt und von drei Sprechern des katalanischen Parlaments erläutert. Die Sprecher der katalanischen Parteien CiU, PSC und ERC begründeten die Notwendigkeit einer Reform des bestehenden Statuts von 1979 damit, dass es damals in einem zentralstaatlichen Parlament (Cortes) mit zahlreichen Politikern des ehemaligen Franco-Regimes behandelt worden sei. Es müssten die Veränderungen seit dem Eintritt Spaniens in die Europäische Union vor 26 Jahren berücksichtigt werden sowie die Tatsache, dass Katalonien eine Nation sei.
Ende Januar 2006 begann Mariano Rajoys PP in einer landesweiten Kampagne 4 Millionen Unterschriften gegen das Statut zu sammeln (una firma contra los catalanes). Die Oppositionspartei verlangt in der Petition eine nationale Volksabstimmung, was der Kongress Mitte Mai 2006 jedoch ablehnte.
Nach langen und emotionalen Verhandlungen der in den Cortes vertretenen Parteien wurden rund die Hälfte der Artikel im Statut-Entwurf verändert. Am 30. März 2006 stimmte der spanische Kongress über den Text ab; die ERC stimmte dagegen – obwohl die Partei treibende Kraft hinter der Reform gewesen war – und protestierte damit gegen die „Verwässerung“ der Vorlage. Am 10. Mai 2006 stimmte das Spanische Parlament dem Statut schließlich mit den Stimmen von PSOE, CiU, IU, PSC, ICV, PNV, CC und BNG zu, nachdem schon der Senat die Vorlage genehmigt hatte. ERC, EA und PAR enthielten sich, und der PP stimmte dagegen.
In einem abschließenden Referendum am 18. Juni 2006 sprachen sich 73,9 % der Katalanen für das neue Statut aus; die ERC hatte die Ablehnung der Vorlage empfohlen. Eine große Enttäuschung bildete jedoch die geringe Wahlbeteiligung von etwa 49 % der Wahlberechtigten.
Nachdem König Juan Carlos I. das Statut am 19. Juli 2006 unterzeichnet hatte, trat es am 9. August 2006 in Kraft.

### Klage vor dem Verfassungsgericht
Am 31. Juli 2006 reichte die PP (Partido Popular) eine Normenkontrollklage beim Verfassungsgericht (Tribunal Constitucional) ein, mit der sie 114 der insgesamt 223 Artikel des Autonomiestatuts als verfassungswidrig angriff. Darunter befanden sich rund dreißig ähnliche oder sogar identische Artikel, welche der PP im Statut von Andalusien bzw. der Balearen (Regierung unter PP) noch befürwortet hatte. Zudem versuchte Rajoys PP, mehrere Verfassungsrichter auszuschließen; am 5. Februar 2007 gelang ihnen dies im Fall von Richter Pérez Tremps wegen Befangenheit (6:5 Stimmen). Tremps hatte noch vor seiner Berufung ans Verfassungsgericht 2004 als Teil einer Gruppe von zehn Rechtsexperten an einem Gutachten über das Statut mitgearbeitet. Im Mai 2008 starb Richter García-Calvo, und im Senat blockierten wechselweise PP und PSOE die Ernennung bzw. Mandatsverlängerung mehrerer Richter. Nach fast vierjähriger Beratung verkündete das Gericht am 28. Juni 2010 sein Urteil. Anstelle der regulären zwölf Richter hatten nur deren zehn darüber entschieden und bei vier Richtern war die Amtszeit abgelaufen. Danach sind 14 Artikel insgesamt oder teilweise verfassungswidrig. Für 27 weitere Bestimmungen bestimmte es, dass und wie sie nach den näheren Ausführungen in den Urteilsgründen verfassungskonform auszulegen sind. Hinsichtlich der heftig umstrittenen Bezeichnung Kataloniens als „Nation“ in der Präambel des Autonomiestatuts urteilte es, dass diese keinerlei juristische Wirkung bei der Auslegung anderer Normen entfaltet (insbesondere daraus nichts hergeleitet werden kann, woraus sich eine Sonderstellung Kataloniens im Vergleich zu anderen Autonomen Gemeinschaften ergeben könnte, die sich nicht als „Nation“ definieren). Im Übrigen wurde die Klage abgewiesen.

### Reaktionen auf das Urteil

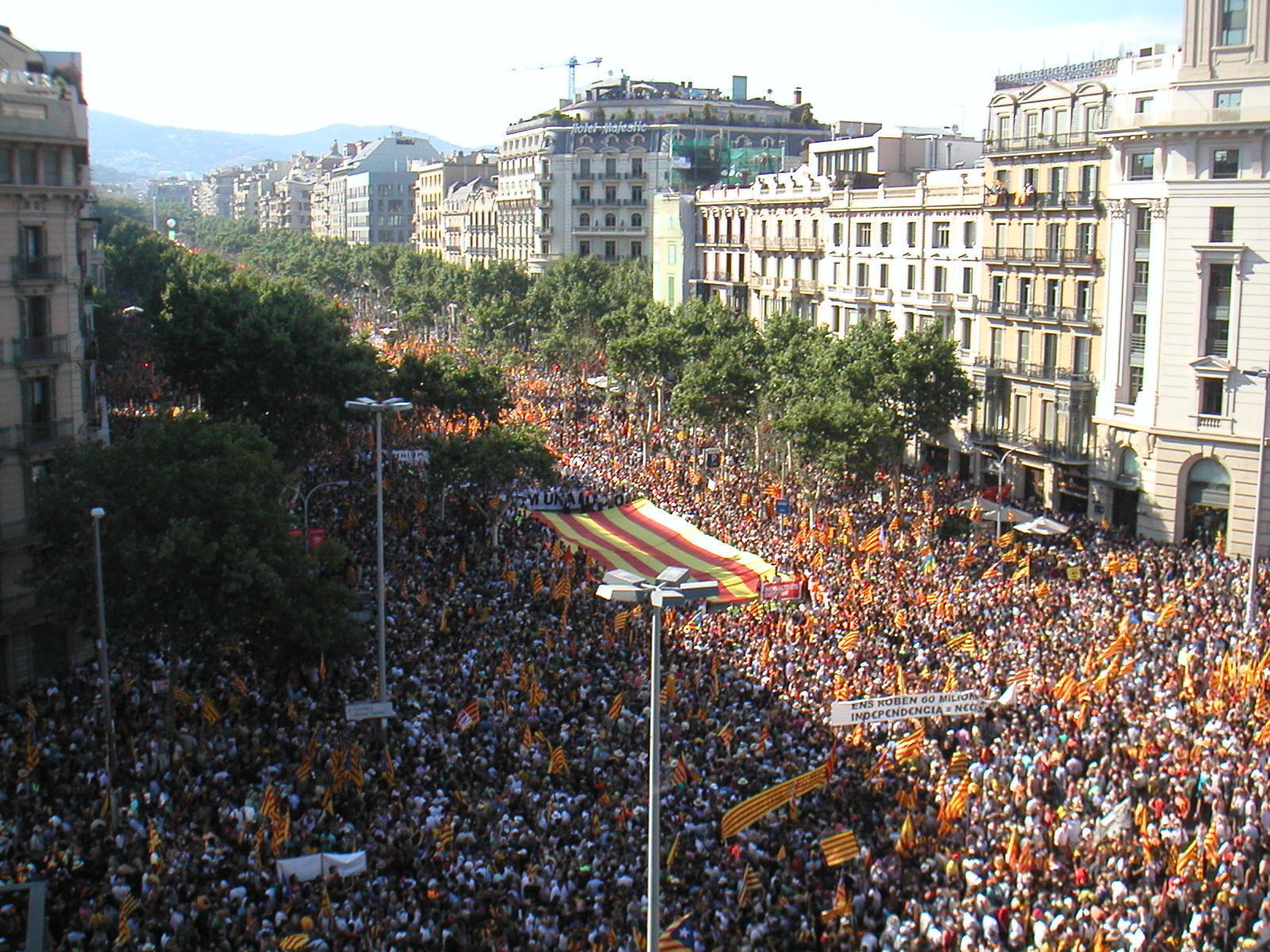
Kundgebung am 10. Juli 2010 in Barcelona

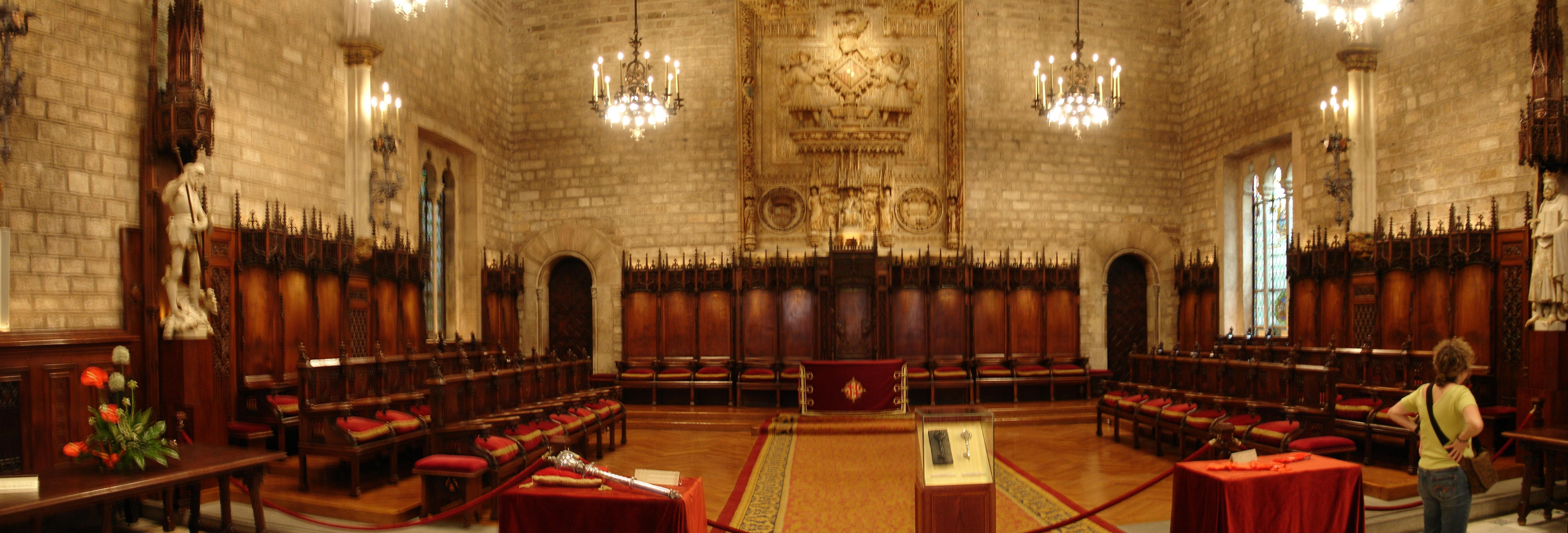
Saló de Cent, historischer Ratssaal der Stadt Barcelona

Anfang 2007 – dreieinhalb Jahre vor dem Urteil – sprach Javier Pérez Royo, Professor für Verfassungsrecht an der Universität Sevilla, von einem „Staatsstreich“ angesichts des Versuchs, Richter Pérez Tremps auszuschließen. Die Ausarbeitung des Statuts sei einer der wohl „intensivsten Prozesse demokratischer Legitimation einer Gesetzesnorm“ in Spanien gewesen. Dieser Prozess sei das eigentliche Ziel des PP gewesen, nicht aufgrund der Klage gegen das Statut, sondern mit dem Manöver das Gleichgewicht im Verfassungsgericht zu verschieben. Der demokratische Wille sei unterwandert worden, darin liege die wahre Bedeutung Pérez Tremps’ Ablehnung. Mitte 2019 analysierte Pérez Royo weiter, das Gericht habe damals formell zwar ein Urteil gefällt, materiell aber die beiden Säulen zerstört, auf denen das territoriale Verfassungsmodell ruhte (bloque de constitucionalidad, Bezeichnung für das Gespann Verfassung-Autonomiestatut). Dieses Modell sei in der Transición vereinbart worden, mit besonderem Blick auf Katalonien und dessen Integration in den spanischen Staat. Das Gericht habe einigen Schaden verursacht, als es das Ergebnis des Referendums ignorierte und in den Pakt zwischen den beiden Parlamenten eingriff. Seither gebe es in Katalonien zwar eine Verfassung und ein Statut, aber die Bürger anerkennten es nicht.
Das Urteil des Verfassungsgerichts rief große Empörung bei der Bevölkerung und den verschiedenen Institutionen von Katalonien hervor. Auf Initiative des Kulturvereins Òmnium Cultural riefen daraufhin über 200 Gruppen und Institutionen unter dem Schlagwort Som una nació. Nosaltres decidim! (‚Wir sind eine Nation. Wir entscheiden!‘) zu einer Kundgebung am 10. Juli 2010 in Barcelona auf, zu der über eine Million Bürger auf die Straße gingen.
In zahlreichen Stadt- und Kreisparlamenten wurden Erklärungen und Beschlüsse zugunsten des Autonomiestatuts gefasst. Die Stadt Barcelona berief eine Sondersitzung des Stadtrats ein. Sie fand der großen Bedeutung entsprechend im mittelalterlichen Saló de Cent statt, dem historischen Ratssaal aus dem Jahre 1369. Die Stadträte aller politischen Richtungen außer der PP verteidigten in einer scharfen gemeinsamen Erklärung den Inhalt des Statuts, riefen zur Teilnahme an der Kundgebung auf und verurteilten die Haltung des Verfassungsgerichts. Auch in den Räten der Städte Girona, Lleida und Tarragona wurden vergleichbare Beschlüsse gefasst. Außerdem schlossen sich die Diputaciones Provinciales, die Selbstverwaltungsorgane der Provinzen Barcelona und Lleida, die dem Staat direkt unterstehen, der allgemeinen Empörung an. Bürgermeister und Gemeinderäte verfassten ein Manifest für Entscheidungsfreiheit, dem sich bis Ende August 2010 rund 1400 Bürgermeister und Mandatsträger anschlossen.
Der Gemeinderat von El Port de la Selva begnügte sich als erste Gemeinde nicht mit einem Beschluss zugunsten des Autonomiestatuts. Er erklärte sich darüber hinaus „moralisch aus der spanischen Verfassung ausgeschlossen“, denn das Streben nach Selbstbestimmung in Katalonien finde nach dem Urteil des Gerichtshofs keinen Raum mehr innerhalb der Verfassung. Außerdem stellte der Gemeinderat die spanische Souveränität über Katalonien in Frage. Bis Dezember 2010 folgten über 110 weitere Städte und Gemeinden diesem Beispiel, darunter auch neun Hauptorte von Comarcas (Kreisstädte).
Auf gesamtspanischer Ebene begrüßte die PSOE – anders als ihre katalanische Schwesterpartei PSC – das Urteil, mit dem die Verfassungsmäßigkeit des Autonomiestatuts in den zentralen Punkten bestätigt worden sei. Die konservative PP wollte den Ausgang des Verfahrens nicht als Misserfolg gewertet wissen. Auch wenn nur eine einzige Vorschrift für verfassungswidrig erklärt worden wäre, wäre ihrer Ansicht nach die Klage gerechtfertigt gewesen. Die linke IU schloss sich der Kritik der katalanischen Parteien an dem Urteil an.